# Via Istrum

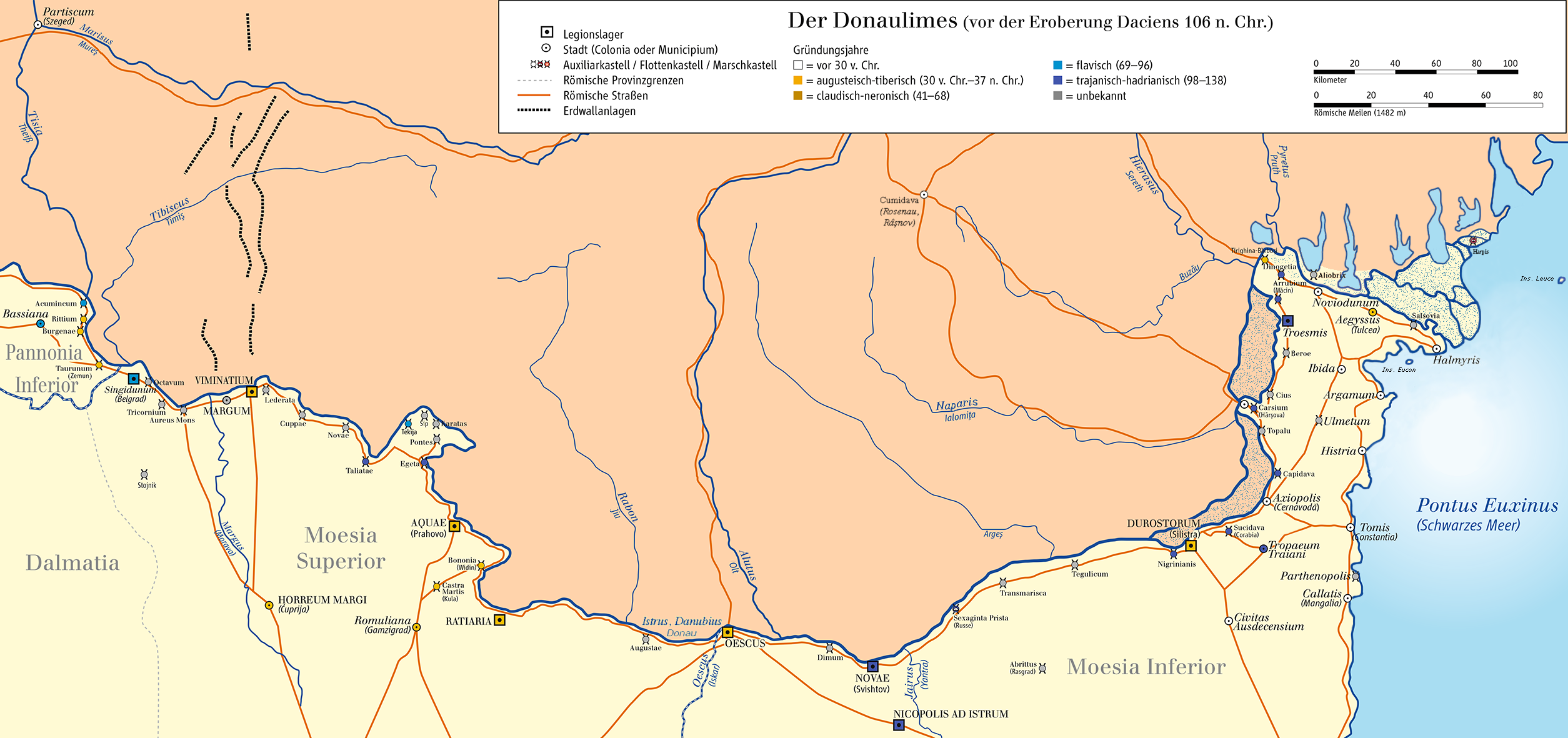
Limes Moesiae podél dolního Dunaje

Limes na Balkáně v 6. století s provinciemi, vojenskými silnicemi a důležitými sídly

Římské silnice

Via Istrum (česky dunajská cesta, bulharsky дунавски път, dunavski păt) byla římská silnice v severní části balkánského poloostrova. Silnice byla spojnicí z východu na západ podél dolního Dunaje.
Silnice byla postavena za vlády císaře Trajana v 1. století na pravém břehu Dunaje podél dunajské hranice a byla nazývána oficiálně latinsky via Singiduno usque ad Constantinopolim per ripam Danubii. Spojovala stanice, hrady a pevnosti s deltou Dunaje. Na obou březích Dunaje byly postaveny římské vojenské tábory, malé posádky a strážní věže. Kromě toho byly vystavěny civilní osady, většinou pro veterány a bývalé legionáře.

## Trasa
Silnice začínala v Noviodunu (Noviodunum ad Istrum) a vedla přes Toesmis, Ulmetum, Silistru (Dorostorum), Tutrakan (Transmarisca), Rjachovo (Appiaria), Nove (Novae), Oescus, Orjachovo (Variana), Cibricu (Ciabrus), Ratiarii (Ratiaria), Cuppae, Viminacium, Demessus, Bělehrad (Singidunum) do Sremské Mitrovici (Sirmium).

## Prvotní opevnění
První římské tábory postavené v 1. století na dolním Dunaji byly:
- Almus, poblíž města Lom
- Augustae, poblíž vesnice Chărlec (v obštině Kozloduj)
- Dorostrum, nedaleko města Silistra
- Novae, poblíž města Svištov
- Oescus, nebo Colonia Ulpia Oescus (v obštině Guljanci)
- Ratiaria, poblíž vesnice Arčar (v obštině Dimovo)
- Regianum, nedaleko města Kozloduj
- Sexaginta Prista, nedaleko města Ruse
- Singidium, v Bělehradě
- Valeriana, poblíž vesnice Dolní Vadin (v obštině Orjachovo)
- Variana, poblíž vesnice Leskovec (v obštině Vraca)
- Viminatium, ve městě Kostolac